# 동빈큰다리
동빈큰다리는 대한민국의 경상북도 포항시 북구 동빈동과 남구 송도동을 거쳐 총 연장 150m의 다리이다. 차선이 왕복 4차선이라는 것이 특징이다.

## 같이 보기
- 서동로
- 포항항
- 해오름대교 (가칭 "동빈대교"이었음)